# Rodger Smith
Rodger Smith, kanadski profesionalni hokejist, * 26. julij 1896, Ottawa, Ontario, Kanada, † 31. januar 1935. 
Smith je igral na položaju branilca za NHL moštvi Pittsburgh Pirates and Philadelphia Quakers. Skupaj je v ligi NHL preživel 6 sezon.

## Kariera
Smith se je rodil v Ottawi in je začel svojo člansko kariero pri amaterskih moštvih Ottawa War Vets in Ottawa Gunners. Leta 1923 je odšel v ZDA in tam zaigral za amatersko moštvo Pittsburgh Yellow Jackets v ligi United States Amateur Hockey Association. Z njim je osvojil prvenstvo v dveh zaporednih sezonah - 1923/24 in 1924/25. Po koncu druge sezone je lastnik Roy Schooley klub prodal Jamesu F. Callahanu, ki ga je pripeljal v ligo NHL pod novim imenom Pittsburgh Pirates, ki si ga je izposodil od istoimenskega baseballskega kluba. 
Za Pittsburgh je Smith nastopal pet sezon, od tega se je s soigralci dvakrat uvrstil v končnico, kjer so vselej izpadli že v prvem krogu. Ko se je klub leta 1930 preselil v Filadelfijo in se preimenoval v Philadelphia Quakers, je Smith ostal zvest klubu in igral eno sezono za Quakerse. Sredi sezone so ga nato zamenjali v Pittsburghovo IAHL moštvo Pittsburgh Yellow Jackets. Tudi tam ni ostal do konca sezone, ampak se je prej preselil v moštvo Niagara Falls Cataracts, ki je sodelovalo v ligi Canadian Professional Hockey League. Kariero je končal leta 1932 v dresu moštva Chicoutimi Carabins. 

### Pregled kariere
Odebeljeno - reprezentančni nastopi, glej tudi Statistika pri hokeju na ledu.
| Moštvo                    | Liga     | Sezona |    | Redni del | Redni del | Redni del | Redni del | Redni del | Redni del |   | Končnica | Končnica | Končnica | Končnica | Končnica | Končnica |
| ------------------------- | -------- | ------ | -- | --------- | --------- | --------- | --------- | --------- | --------- | - | -------- | -------- | -------- | -------- | -------- | -------- |
| Moštvo                    | Liga     | Sezona | OT | G         | P         | T         | +/-       | KM        | OT        | G | P        | T        | +/-      | KM       |          |          |
| Hamilton Tigers           | OHA-Int. | 18/19  |    |           |           |           |           |           |           |   |          |          |          |          |          |          |
| Ottawa War Vets           | OCHL     | 19/20  |    | 7         | 3         | 0         | 3         |           | 22        |   |          |          |          |          |          |          |
| Ottawa Gunners            | OCHL     | 20/21  |    | 13        | 6         | 0         | 6         |           |           |   | 6        | 1        | 3        | 4        |          | 9        |
| Ottawa Gunners            | OCHL     | 21/22  |    | 10        | 6         | 3         | 9         |           | 9         |   | 6        | 6        | 5        | 11       |          | 15       |
| Ottawa Gunners            | OCHL     | 22/23  |    | 17        | 19        | 10        | 29        |           | 21        |   |          |          |          |          |          |          |
| Pittsburgh Yellow Jackets | USAHA    | 23/24  |    | 20        | 9         | 2         | 11        |           |           |   | 12       | 4        | 1        | 5        |          | 12       |
| Pittsburgh Yellow Jackets | USAHA    | 24/25  |    | 34        | 8         | 0         | 8         |           |           |   | 8        | 1        | 0        | 1        |          |          |
| Pittsburgh Pirates        | NHL      | 25/26  |    | 36        | 9         | 1         | 10        |           | 22        |   | 2        | 1        | 0        | 1        |          | 0        |
| Pittsburgh Pirates        | NHL      | 26/27  |    | 36        | 4         | 0         | 4         |           | 6         |   |          |          |          |          |          |          |
| Pittsburgh Pirates        | NHL      | 27/28  |    | 43        | 1         | 0         | 1         |           | 30        |   | 2        | 2        | 0        | 2        |          | 0        |
| Pittsburgh Pirates        | NHL      | 28/29  |    | 44        | 4         | 2         | 6         |           | 49        |   |          |          |          |          |          |          |
| Pittsburgh Pirates        | NHL      | 29/30  |    | 42        | 2         | 1         | 3         |           | 65        |   |          |          |          |          |          |          |
| Philadelphia Quakers      | NHL      | 30/31  |    | 9         | 0         | 0         | 0         |           | 0         |   |          |          |          |          |          |          |
| Pittsburgh Yellow Jackets | IHL      | 30/31  |    | 26        | 1         | 0         | 1         |           | 2         |   | 6        | 0        | 0        | 0        |          | 4        |
| Niagara Falls Cataracts   | Can-Pro  | 30/31  |    | 12        | 0         | 0         | 0         |           | 0         |   |          |          |          |          |          |          |
| Chicoutimi Carabins       | ECHL     | 30/31  |    | 23        | 6         | 10        | 16        |           | 36        |   | 3        | 0        | 0        | 0        |          | 2        |
| Skupaj                    |          |        |    | 372       | 78        | 29        | 107       |           | 262       |   | 45       | 15       | 9        | 24       |          | 42       |